# Тукбулатово
Тукбула́тово (рос. Тукбулатово) — присілок в Глазовському районі Удмуртії, Росія.

## Населення
Населення — 120 осіб (2010; 141 в 2002).
Національний склад станом на 2002 рік:
- удмурти — 88 %

## Урбаноніми[3]
- вулиці — Підлісна, Польова, Центральна